# Jingkou
För andra betydelser, se Jingkou (olika betydelser).

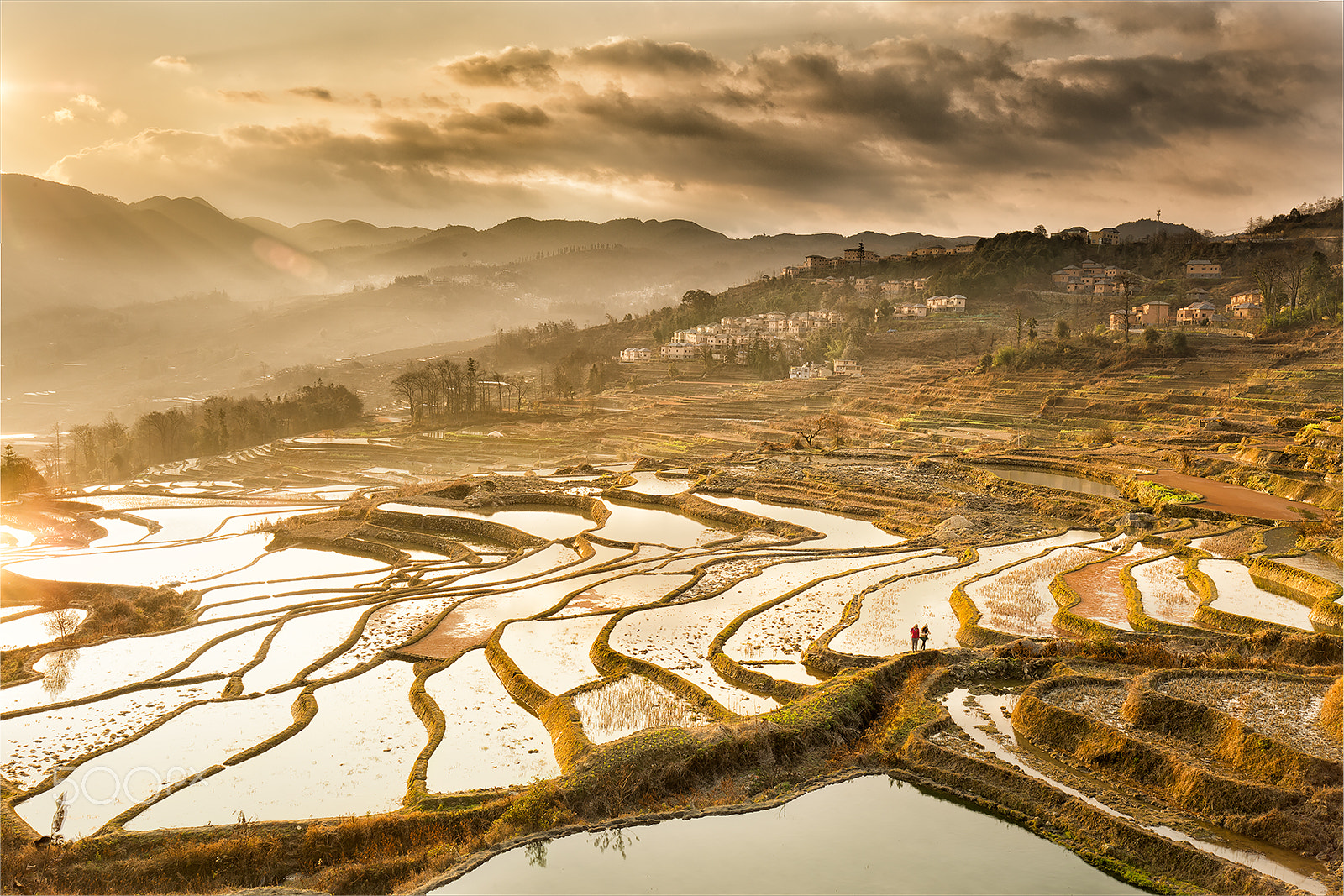
Jingkou i morgonljus.

Jingkou är ett stadsdistrikt i Zhenjiang i Jiangsu-provinsen i östra Kina.